# Orquídea Selvagem
Wild Orchid (bra/prt: Orquídea Selvagem) é um filme estadunidense de 1989, do gênero romance erótico, dirigido por Zalman King e estrelado por Mickey Rourke e Carré Otis. 

## Sinopse
Uma bela jovem é contratada por uma importante corretora de Nova Iorque. Em uma viagem de negócios, conhece o charmoso Weeler, um homem enigmático, que a envolve num estranho jogo de sedução.

## Elenco
- Mickey Rourke .... James Wheeler
- Jacqueline Bisset .... Claudia Lirones
- Carré Otis .... Emily Reed
- Assumpta Serna .... Hanna
- Bruce Greenwood .... Jerome McFarland
- Oleg Vidov .... Otto
- Milton Gonçalves .... Flavio
- Jens Peter .... jogadro de vôlei
- Antonio Mario Silva da Silva .... Rambo
- Paul Land .... Big Sailor
- Michael Villella .... Elliot
- Bernardo Jablonsky .... Roberto
- Luiz Lobo .... Juan
- Lester Berman
- Steven Kaminsky
- Simone Moreno .... ela mesma